# Matt Dusk
Matt Dusk (Toronto, 19 november 1978) is een Canadese jazz-zanger.
Dusk werd geboren op 19 november 1978 in het Canadese Toronto. Op school interesseerde hij zich al in muziek. In 1998 won hij de Canadian National Exhibition Rising Star Competition. Hij ging jazz studeren aan York University en ontving hiervoor de Oscar Peterson Scholarship. Hij studeerde af in 2002.
In 2003 tekende hij een deal met Decca. Zijn debuutalbum, Two Shots, werd uitgebracht op 5 juni 2004 en kreeg in Canada de gouden status. Op dit album stond ook de single "Two Shots of Happy One Shot of Sad" dat geschreven werd door Bono en The Edge van U2.
Het tweede album, Back in Town, werd opgenomen in Los Angeles met een 58-koppig orkest onder leiding van Patrick Williams en Sammy Nestico. Het album Good News volgde in 2009. In 2011 bracht hij het livealbum Live from Las Vegas uit.
In 2013 keerde Dusk terug naar zijn jazz-roots en bracht het album My Funny Valentine: The Chet Baker Songbook uit, een album vol nummers van Chet Baker. Het album was opgenomen met een tachtigkoppig orkest en gastoptredens van onder meer Arturo Sandoval. Dit album had alleen in Polen commercieel succes. Mede hierdoor werd het volgende album, Just the Two of Us, een samenwerking met de Poolse zangeres Margaret.
Hierna volgden twee albums opgedragen aan Frank Sinatra, in 2020 en 2021, die wederom alleen in Polen zijn uitgebracht.

## Discografie

### Albums
- The Way It Is (2001)
- Two Shots (2004)
- Peace on Earth (2004, EP)
- Back in Town (2006)
- Good News (2009)
- Live from Las Vegas (2011)
- My Funny Valentine: The Chet Baker Songbook (2013)
- Just the Two of Us (2015; met Margaret)
- Sinatra Vol. 1 (2020)
- Sinatra Vol. 2 (2021)

### NPO Radio 2 Top 2000
| Nummer met noteringen in de NPO Radio 2 Top 2000 | '06 | '07  | '08  |
| ------------------------------------------------ | --- | ---- | ---- |
| Two Shots of Happy, One Shot of Sad              | 697 | 1954 | 1755 |

1. ↑  Een vetgedrukt getal geeft de hoogste notering aan.
2. ↑  2006 was het eerste jaar met een notering voor dit nummer.
3. ↑  Deze tabel is bijgewerkt tot en met de laatste editie (2024).